# オランダ商館
オランダ商館（オランダしょうかん）は、オランダ東インド会社によって設けられた貿易の拠点。

## 東南アジアのオランダ商館
オランダはアジアにおける植民地経営とアジアでの貿易の独占を目指して1602年に東インド会社を設立した。オランダはポルトガルとの競争で優位に立つためにアジア各地に商館を設けた。オランダ東インド会社設立の翌年である1603年にジャワ島のバンテンに商館を設置、さらに貿易の中心地としてバタヴィア（のちのジャカルタ）、香辛料の産地であるモルッカ諸島にも根拠地を建設した。1623年にはオランダとイギリスの間でアンボイナ事件が発生している。

## 日本のオランダ商館

### 平戸オランダ商館

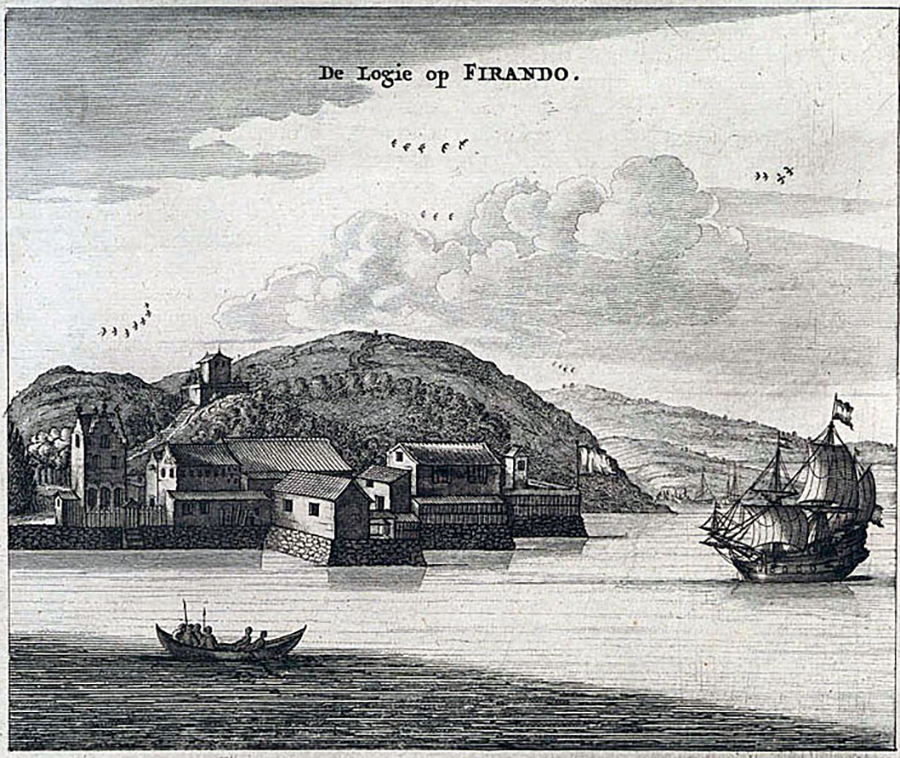
平戸オランダ商館（1669年（寛文9年））

1609年（慶長14年）、オランダとの正式国交が開けた時にオランダ東インド会社日本支店として平戸に設置され、ヤックス・スペックスが初代商館長となった。民家72戸分を立ち退かせて建設した。1628年にタイオワン事件で一時閉鎖されたが、1632年に再開。しかし1640年、建物の破風に西暦年号が記されているのを口実に江戸幕府はオランダ商館の取り壊しを命じ、当時の商館長フランソワ・カロンがこれを了承、1641年に長崎の出島へ移転した。以後、幕末に至るまでオランダ船の発着、商館員の居留地は出島のみに限定された。

#### 復元平戸オランダ商館

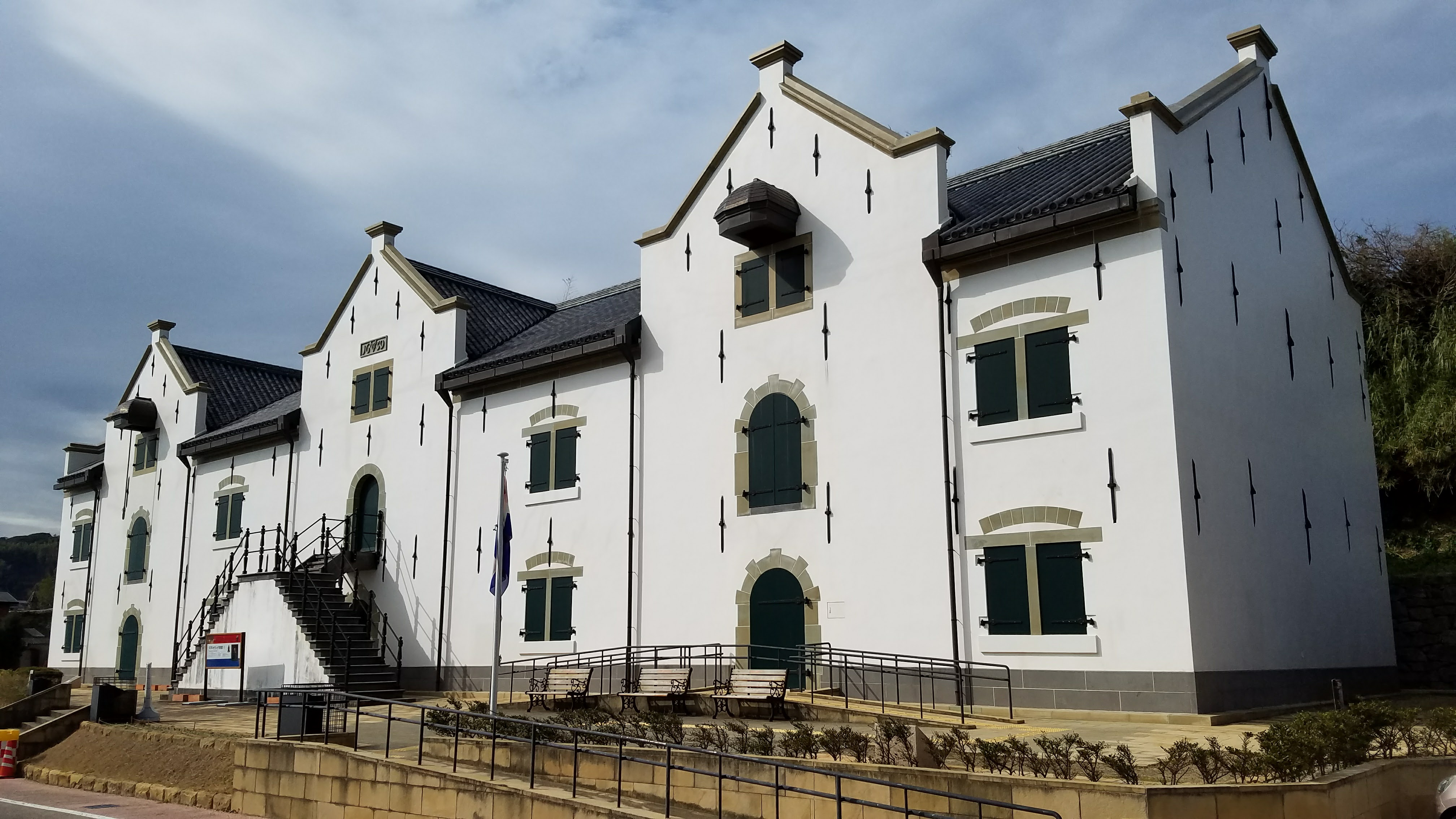
復元された平戸オランダ商館の外観

平戸の商館跡地は、1922年10月12日に「平戸和蘭商館跡」として「出島和蘭商館跡」と共に国の史跡に指定された。オランダ商館が出島に移った後、この付近は商人地となっていたが、オランダ塀、オランダ井戸、オランダ埠頭、護岸石垣など商館時代の遺構は現在でも残っている。1987年から本格的な発掘調査が開始され、2000年の日蘭通商400周年をきっかけに復元計画が進み、2011年には1639年建造の倉庫（長さ約46ｍ、幅約13ｍ、約2万個の砂岩を使った2階建てで日本初の洋風建築）が復元され、同年9月に「平戸オランダ商館」としてオープンした。各地から収集された絵図、書物、絵画、航海用具、日用品、貿易関係品、武器等が展示されている。

### 出島オランダ商館

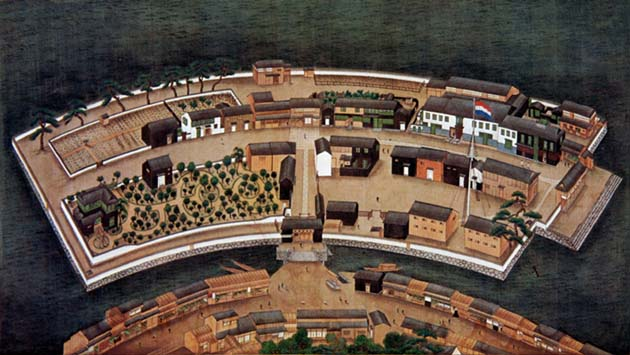
18世紀の出島

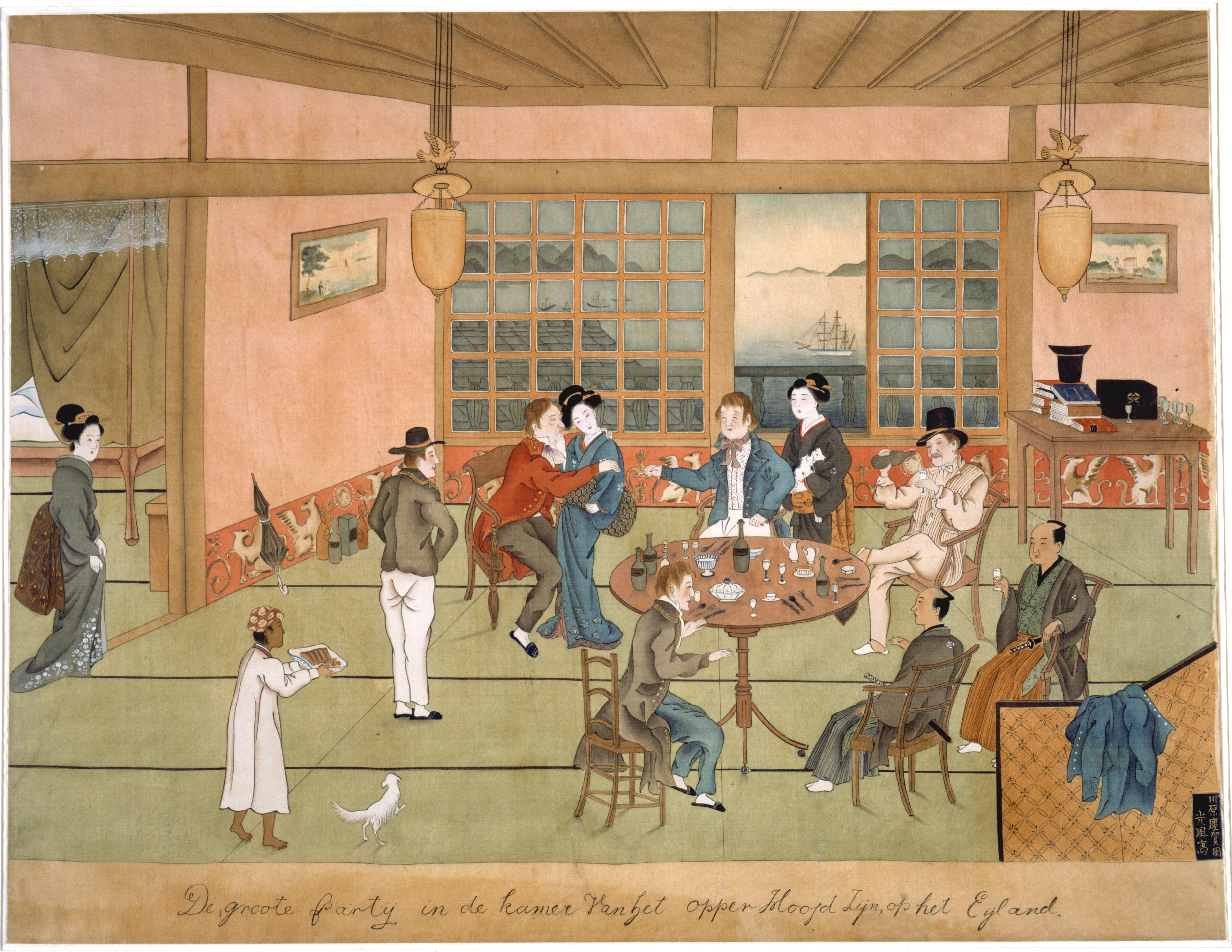
1825年（文政8年）10月8日にオランダ商館内で行われた宴の様子描いた川原慶賀の絵図。元日にカピタンが日本の出島の役人とオランダ通詞をもてなすのが通例であったが、この宴はJohanna Elisabeth号入港に合わせて行われ、ウィレム1世誕生日の祝賀も兼ねた晩餐会であった。中央奥に着席するカピタンのヨハン・ウィレム・デ・スチューレル。その左に着席するシーボルト、手前に着席するカピタンの子息J.E. de Sturler、右に着席する船長のBezemer、および日本方の士分の役人2人。左側に立つのは役人のVerkerk Pistoriusまたは会計役のヨハン・ゲラルド・フレデリク・ファン・オーフェルメール・フィッセル、丸山の芸妓3人、およびインド人召使1人。

長崎港内に築かれた人工島の出島は、面積3,969坪（約13,000m2）で4区画に分かれ、オランダ人、日本の諸役人、通詞の家や倉庫など65棟が建っていた。
出島に滞在するオランダ人は商館長（カピタン）、次席（ヘトル）、荷倉役、筆者、外科医、台所役、大工、鍛冶など9人から12-13人で、自由だった平戸とは違い「国立の牢獄」と呼ぶほど長らく不自由な生活を送っていた。商館長は年に1回（のち5年に1回）江戸に参府し、将軍に謁見した（詳細はカピタン江戸参府参照）。
オランダ商館は長崎奉行の管轄下に置かれ、長崎町年寄の下の乙名がオランダ人と直接交渉した。出島乙名は島内に居住し、オランダ人の監視、輸出品の荷揚げ、積出し、代金決済、出島の出入り、オランダ人の日用品購買の監督を行った。乙名の下には組頭、筆者、小使など40人の日本人がいた。通詞は140人以上いた。出島商館への出入りは一般には禁止されていたが長崎奉行所役人、長崎町年寄、オランダ通詞、出島乙名、組頭、日行使、五箇所宿老、出島町人は公用の場合に限り出入りを許された。
ナポレオンを擁するフランスにより、オランダはいったん事実上の国体を失うが、1811年にイギリスがオランダ領東インドを制圧してから1815年にオランダが再独立を果たすまでの間、当時の商館長ドゥーフは出島のオランダ商館に旧オランダ国旗を掲げ続け、「世界唯一のオランダ国」であったことでも知られる。
1856年に出島解放令が出され、出入りは全く自由となった。1858年、日蘭通商条約の成立により商館長は外交代表に任命され、1860年には商館はオランダ総領事館を兼ね、商館長は総領事となった。
出島のオランダ商館には、江戸初期から幕末に至る230年余りの出来事などを記した『オランダ商館日記』が保存されていた。

なお、1793年にオランダ（ネーデルラント連邦共和国）が、フランス革命軍（ネールヴィンデンの戦いほか）により滅亡し、ナポレオン戦争後の1815年にネーデルラント王国で建国に至るまでの22年間、オランダ領土はこの地球上に存在していない。そのため1797年に、オランダ東インド会社と傭船契約を結んだアメリカの船が出島に入港するようになり、1799年にオランダ東インド会社が解散してもなお、アメリカの船は1809年まで出島に入港して貿易を行った。

### 商館長
（以下は、代表的なオランダ商館長）
- ヘンドリック・ブラウエル（在任：1613年 - 1614年）
- フランソワ・カロン（在任：1639年 - 1641年）
- ヤン・ファン・エルセラック （在任：1641年 - 1642年、1643年 - 1644年）
- フレデリック・コイエット （在任：1647年 - 1648年、1652年 - 1653年）
- イサーク・ティチング（在任：1779年 - 1780年、1781年 - 1783年、1784年）
- ヘンドリック・ドゥーフ（在任：1803年 - 1817年）
- ヤン・コック・ブロンホフ（在任：1817年 - 1823年）
- ヤン・ドンケル・クルティウス（在任：1852年 - 1859年）

#### 著名な商館員
- カール・ツンベルク - 船医
- フィリップ・フランツ・フォン・シーボルト - 医員
- エンゲルベルト・ケンペル - 医員
- カスパル・シャムベルゲル - 医員
- ユリアン・スヘーデル - 砲術家